# Pierre Étienne Simon Duchartre
Pierre Étienne Simon Duchartre (Portiragnes, 27 ottobre 1811 – Meudon, 5 novembre 1894) è stato un botanico francese.
Ha studiato biologia a Tolosa, dove dopo la laurea, ha lavorato come insegnante. Dal 1837 ha insegnato a Fumel, diversi anni dopo si è trasferirito a Parigi, dove nel 1848 fu accettato dalla facoltà di scienze. Durante l'anno successivo, è stato nominato professore di botanica e di fisiologia vegetale alla agronomica Institut agronomique di Versailles. Nel 1861 ha raggiunto la cattedra di botanica alla Sorbona.
Nel 1854 è stato cofondatore della Société Botanique de France, un istituto, in cui ha servito come presidente in diverse occasioni separate.
Nel 1850 si è cimentato con lo zolfo come rimedio contro l'oidio, un fungo che ha avuto un grave impatto negativo sulle uve europee durante la metà del 19 ° secolo. Il genere Duchartrea (famiglia Gesneriaceae) è stato chiamato in suo onore dal botanico Joseph Decaisne. È autore binomiale di molte specie della famiglia botanica Aristolochiaceae.

## Opere principali
- Observations anatomiques et organogéniques sur la clandestine d'Europe (Lathraea clandestina, L.), 1847.
- Famille des Aristolochiées, 1854.
- Éléments de botanique : comprenant l'anatomie, l'organographie, la physiologie des plantes, les familles naturelles et la géographie botanique, 1867.
- Rapport sur les progrés de la botanique physiologique, 1868.
- Observations sur les bulbes des lis, 1873.[6][7]